# Ruger GP100
Der Ruger GP100 ist ein robuster Double Action Revolver und wird als Nachfolger der Security Six-Baureihe seit 1985 von Sturm, Ruger & Co. in den USA produziert. Je nach Kaliber fasst die Trommel zwischen 10 (.22 lfB), 7 (.327 Federal Magnum, .357 Magnum), 6 (.357 Magnum, 10 mm Auto) und 5 (.44 Special) Patronen. Diese Revolver werden international noch bei einigen Spezialeinheiten z. B. in Serbien und Griechenland geführt. Trotz ihrer Zuverlässigkeit und Langlebigkeit werden Revolver jedoch heutzutage meist durch halbautomatische Pistolen ersetzt, was zumeist auf Kosten der Durchschlagskraft, aber zugunsten der erhöhten Patronenkapazität geschieht.
Für das sportliche Schießen ist zusätzlich das 4,2-zöllige Modell Match Champion entstanden, da Kritiker die kopflastige "full underlug" Bauweise des GP100 nicht einheitlich begrüßten, eine "half underlug" Variante wie im Vorgänger Security Six jedoch nur von 1987 bis 2003 produziert wurde. Die Waffenhistorie bzw. der Produktionszeitraum sind mittels Seriennummer auf der Homepage von Ruger für jedermann ersichtlich.

## Beschreibung
- Bei allen Modellen im Kaliber .357 Magnum können Patronen im besagten Kaliber, aber auch die insgesamt kürzere, kostengünstigere und zugleich schwächer geladene .38 Special geladen werden.
- Er ist mit 2" (51 mm), 2,5" (64 mm), 3" (76 mm), 4,2" (107 mm), 5" (127 mm – Sonderanfertigung), 5,5" (140 mm) oder 6" (152 mm) Lauflänge,
- mit brünierter oder stainless Oberfläche erhältlich. Stainless Modelle sind mit einem „K“ gekennzeichnet (KGP-141)
- Die Kimme ist fix oder verstellbar. Modelle mit fixem Visier sind mit einem „F“ gekennzeichnet (KGPF-331)
- Das Gewicht beträgt je nach Ausführung zwischen 1000 und 1300 Gramm.
- Die Trommel ist vorn, hinten und unten, also insgesamt dreifach verriegelt, nicht aber durch die Ejektorstange, welche dementsprechend kaum verschleißt.
- Wie die Revolver der vorherigen Serie auch ist der GP-100 ohne Zuhilfenahme von Werkzeug zerlegbar. Ruger warb mit dem Zerlegen der Waffe mithilfe eines Dimes. Dies soll auch mit dem Rand einer Patronenhülse funktionieren.
- Frühe Modelle wurde mit einem schwarzen Kunststoffgriff mit Echtholzeinlagen, spätere Modell sind mit einem Hogue-Monogrip – einem schwarzen einteiligen Gummigriff mit Griffmulden – ausgeliefert.
- Die Modelle sind mit dreistelligen Modellnummern bezeichnet, die mittlere Zahl steht für die Lauflänge in Zoll. Die Modelle enden auf 0 oder 1. Variante 0 bedeutet "half underlug", d. h. das Unterteil in dem sich auch die Ejektorstange befindet ist nicht bis zur Mündung fortgesetzt. Variante 1 bedeutet demnach "full underlug", mit einer Fortsetzung des Unterlaufmaterials bis zur Mündung. Wie auch andere namhafte Revolverhersteller kam Ruger dem Trend nach, Revolver etwas kopflastiger zu machen, um dem Hochschlagen des Revolvers beim Schuss mit starker Magnummunition entgegenzuwirken.
- Mittlerweile sind mit dem Modell 1773 in .357 Magnum beispielsweise, auch Modelle mit 7-schüssiger Trommel erhältlich.

## Versionen
- KGP-140 – .357 Magnum, 4", Stainless, verstellbares Visier, half underlug (partieller Unterlauf, unteres Bild) = teil
- KGP-141 – .357 Magnum, 4", Stainless, verstellbares Visier, full underlug (durchgängiger Unterlauf, Bild oben rechts) = voll
- GP-141 – .357 Magnum, 4", Brüniert, verstellbares Visier, voll
- KGP-151 – .357 Magnum, 5", Stainless, verstellbares Visier, voll
- KGP-160 – .357 Magnum, 6", Stainless, verstellbares Visier, teil
- KGP-161 – .357 Magnum, 6", Stainless, verstellbares Visier, voll
- GP-160 – .357 Magnum, 6", Brüniert, verstellbares Visier, teil
- GP-161 – .357 Magnum, 6", Brüniert, verstellbares Visier, voll
- KGPF-330 – .357 Magnum, 3", Stainless, fixes Visier, teil
- KGPF-331 – .357 Magnum, 3", Stainless, fixes Visier, voll
- GPF-331 – .357 Magnum, 3", Brüniert, fixes Visier, voll
- KGPF-340 – .357 Magnum, 4", Stainless, fixes Visier, teil
- GPF-340 – .357 Magnum, 4", Brüniert, fixes Visier, teil
- KGPF-341 – .357 Magnum, 4", Stainless, fixes Visier, voll

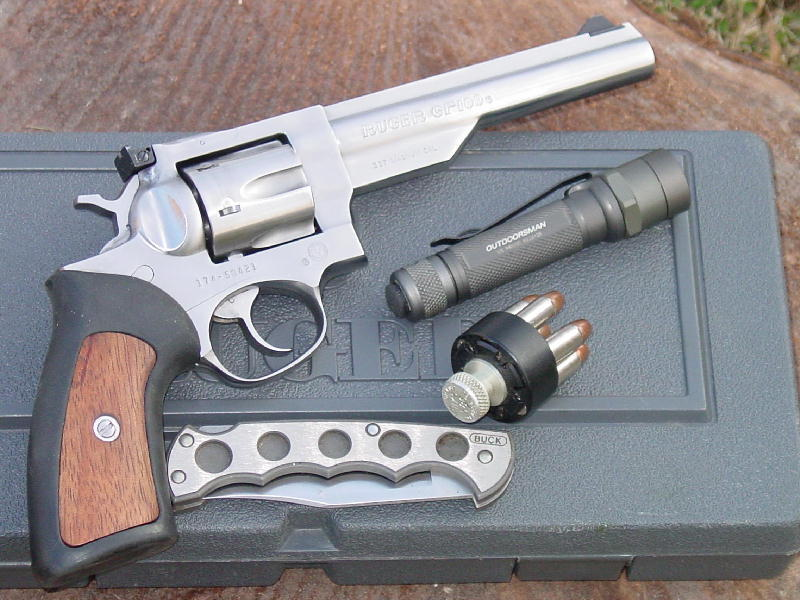
GPF-341 – .357 Magnum, 4", Brüniert, fixes Visier, voll  - Frühes Modell des 6-zölligen GP100, hier noch in Half-Lug-Bauweise und mit klassischem, zweiteiligen Kunststoffgriff mit Echtholzeinlagen.

## .38 Special only Modelle
- GPF-840 – .38 Special, 4", Brüniert, fixes Visier, teil
- GPF-841 – .38 Special, 4", Brüniert, fixes Visier, voll
- GPNY – .38 Special, 3" & 4", Stainless, fixes Visier (Eine reine Double Action Version für die New Yorker Polizei in .38 Spezial mit verdecktem Hahn. Sie kam jedoch nie zum Einsatz, da sich die Polizisten für die Glock 17 entschieden.)

## Exoten
- KGP-4327-7 – .327 Federal Magnum, 4.2", Satin Stainless, verstellbares Visier, voll
- 1757, .22 Long Rifle, 5.5", Satin Stainless, verstellbares Visier, teil
- 1761, .44 Special, 3", Satin Stainless, verstellbares Visier, voll